# Lieja Tunks
Liesbeth Jantina (Lieja) Tunks-Koeman (Purmerend, 10 maart 1976) is een Nederlandse voormalige atlete, die zich had gespecialiseerd in kogelstoten en discuswerpen. Zij vertegenwoordigde Nederland tweemaal op de Olympische Spelen en viermaal op de Wereldkampioenschappen. Gedurende haar atletiekloopbaan veroverde zij in totaal zeventien Nederlandse titels, waarvan zes indoor. Na haar emigratie naar Canada voegde zij daar voor haar nieuwe vaderland nog eens vier nationale titels aan toe. 

## Biografie

### Veel medailles in juniorentijd
Lieja Koeman was er vroeg bij. Reeds in haar juniorentijd veroverde zij de ene medaille na de andere. Vanaf 1992, het jaar waarin zij zestien werd en voor het eerst aan nationale kampioenschappen kon deelnemen, was zij present en altijd eindigde zij bij de eerste drie. Leverde dat in 1992 nog tweemaal een bronzen medaille op, vanaf 1993 werd zij steevast tweede achter concurrente Corrie de Bruin, bij het kogelstoten op de NK's indoor U20 en bij het kogelstoten en discuswerpen op de NK's outdoor U20. In totaal dus elf medailles bij de junioren, waarvan negen zilveren. En dit naast het feit, dat ze intussen bij de senioren vanaf 1994 ook al aan het verzamelen van NK-medailles was begonnen. Daar kwam zij De Bruin overigens ook weer tegen, want de twee werptalenten scheelden een half jaar in leeftijd.

### Brons op EK U20
In 1994 nam Koeman voor het eerst deel aan een internationaal kampioenschapstoernooi, de wereldkampioenschappen U20 in Lissabon. Terwijl De Bruin, na hier vierde te zijn geworden bij het kogelstoten, het discuswerpen won, kon Koeman haar draai niet vinden; bij het kogelstoten werd zij laatste, waarna zij bij het discuswerpen bleef steken in de kwalificatieronde. Een jaar later deed Koeman het bij de Europese juniorenkampioenschappen in het Hongaarse Nyíregyháza een stuk beter. Bij het kogelstoten eindigde zij als vijfde, terwijl zij bij het discuswerpen haar eerste internationale medaille, brons, veroverde. Overigens werden beide onderdelen gewonnen door Corrie de Bruin. 

### Zeventien seniorentitels
Eenmaal doorgegroeid naar de senioren ging het gevecht tussen het talentvolle tweetal ononderbroken verder. Dat leverde Koeman vooralsnog ook daar niet meer dan zilver op bij het kogelstoten, terwijl de twee er bij het discuswerpen nog een geduchte concurrente hadden bijgekregen in de persoon van de vier jaar oudere Jacqueline Goormachtigh, sinds 1989 vrijwel onaantastbaar op dit onderdeel. Die liet zich door de nieuwkomers De Bruin en Koeman de kaas niet zomaar van het brood eten en bleef ze op de jaarlijkse nationale kampioenschappen de baas.
Vanaf 1999 keerde het tij voor Koeman. Eerst wist zij op de NK bij het kogelstoten voor het eerst De Bruin achter zich te houden. En toen in 2001 Goormachtigh een punt achter haar loopbaan zette, was voor Koeman de weg vrij. Wat volgde was een indrukwekkende reeks van zeventien nationale titels over een periode van zeven jaar, waarvan dertien (in- en outdoor) bij het kogelstoten.

### Resultaten op internationale toernooien
Koeman nam tijdens haar jaren bij de senioren deel aan twee Olympische Spelen, vier WK's, een Europees kampioenschap, twee Europese indoorkampioenschappen en een EK U23. Ze kwam bij die gelegenheden, met uitzondering van laatstgenoemd kampioenschap, uitsluitend in actie bij het kogelstoten. 
Op de Olympische Spelen van 2000 in Sydney veroverde zij met een beste stoot van 17,96 m een negende plaats. Vier jaar later behaalde zij in Athene opnieuw de finale, waarin zij met 18,14 (18,38 in de kwalificaties) elfde werd. Jaren later werd deze prestatie opgewaardeerd naar de tiende plaats vanwege de diskwalificatie van de als derde geëindigde Russische Svetlana Kriveljova, die was betrapt op overtreding van de dopingregels.
Voor wat betreft haar prestaties op WK's was haar beste resultaat een negende plaats op de WK van Helsinki in 2005. Wat overigens opvalt is, dat Koeman tijdens zo'n toernooi haar beste prestatie altijd in de kwalificatieronde neerzette. Nooit wist zij die in een finale te overtreffen, al scheelde het soms maar weinig.
De enige keer dat Koeman aan een EK deelnam, in 2002, werd zij tiende. Haar enige medaille behaalde zij op een van de twee EK's indoor waaraan werd deelgenomen, die van 2002 in Wenen, waar ze met een stoot van 18,53 het brons veroverde achter de Oekraïense Vita Pavlysh (goud met 19,76) en de Italiaanse Assunta Legnante (zilver met 18,60). Op het EK U23 in het Finse Turku werd ze zowel bij het kogelstoten als discuswerpen zesde. 
De enige internationale gouden medaille die Koeman behaalde was op de Engelse (AAA-)indoorkampioenschappen in 2001 met een stoot van 17,26.

### Vervolg carrière in Canada
Lieja Koeman trouwde in 2003 met de Canadese discuswerper Jason Tunks en verkreeg als gevolg daarvan op 26 juni 2006 tevens de Canadese nationaliteit. In haar nieuwe vaderland zette zij haar atletiekcarrière nog enkele jaren voort, wat haar nog eens vier Canadese titels opleverde, twee bij het kogelstoten en eveneens twee bij het discuswerpen.

## Kampioenschappen

### Internationale kampioenschappen
| Onderdeel   | Titel                      | Jaar |
| ----------- | -------------------------- | ---- |
| kogelstoten | Engels AAA-indoorkampioene | 2001 |

### Nederlandse kampioenschappen
Outdoor
| Onderdeel    | Jaar                                     |
| ------------ | ---------------------------------------- |
| kogelstoten  | 1999, 2000, 2001, 2002, 2003, 2004, 2005 |
| discuswerpen | 2002, 2003, 2004, 2005                   |

Indoor
| Onderdeel   | Jaar                               |
| ----------- | ---------------------------------- |
| kogelstoten | 2000, 2001, 2002, 2003, 2004, 2005 |

### Canadese kampioenschappen
Outdoor
| Onderdeel    | Jaar       |
| ------------ | ---------- |
| kogelstoten  | 2007, 2008 |
| discuswerpen | 2007, 2008 |

## Persoonlijke records
Outdoor
| Discipline     | Prestatie | Datum         | Plaats    |
| -------------- | --------- | ------------- | --------- |
| kogelstoten    | 18,82 m   | 25 juni 2003  | Arnhem    |
| discuswerpen   | 58,93 m   | 18 april 2002 | Lancaster |
| kogelslingeren | 42,79 m   | 13 mei 2001   | Enschede  |

Indoor
| Discipline  | Prestatie | Datum            | Plaats |
| ----------- | --------- | ---------------- | ------ |
| kogelstoten | 18,69 m   | 15 februari 2003 | Gent   |

## Palmares

### kogelstoten
- 1994:  NK indoor – 14,44 m
- 1994:  NK – 14,92 m
- 1994: 12e WK U20 in Lissabon – 14,83 m (in kwal. 15,33 m)
- 1995:  NK indoor – 14,82 m
- 1995:  NK – 15,69 m
- 1995: 5e EK U20 in Nyíregyháza - 15,84 m
- 1996:  NK indoor – 16,55 m
- 1996:  NK – 16,38 m
- 1997:  NK indoor – 16,36 m
- 1997:  NK – 17,06 m
- 1997: 6e EK U23 in Turku – 16,82 m
- 1998:  NK indoor – 17,16 m
- 1998:  NK – 17,75 m
- 1999:  NK indoor – 18,14 m
- 1999:  NK – 18,46 m
- 1999: 10e in kwal. WK – 17,45 m
- 1999: 6e IAAF Grand Prix Finale in München – 17,86 m
- 2000:  NK indoor – 18,26 m
- 2000: 7e EK indoor in Gent - 18,46 m
- 2000:  NK – 17,39 m
- 2000: 9e OS – 17,96 m (in kwal. 17,99 m)
- 2001:  NK indoor – 17,88 m
- 2001:  Engelse (AAA-)indoorkamp. – 17,26 m
- 2001:  Ter Specke Bokaal - 17,75 m
- 2001: 7e FBK Games - 18,16 m
- 2001:  Papendal Games - 18,33 m
- 2001:  NK – 18,56 m
- 2001: 12e WK – 17,89 m (in kwal. 17,93 m)
- 2002:  NK indoor – 18,05 m
- 2002:  EK indoor in Wenen – 18,53 m
- 2002:  Papendal Games - 18,33 m
- 2002:  NK – 18,35 m
- 2002: 10e EK in Wenen – 17,54 m
- 2003:  NK indoor – 18,69 m
- 2003:  Gouden Spike - 18,68 m
- 2003:  Papendal Games - 18,82 m
- 2003:  NK – 18,59 m
- 2003: 10e WK – 17,99 m (in kwal. 18,44 m)
- 2004:  NK indoor – 18,23 m
- 2004:  Gouden Spike - 18,22 m
- 2004:  NK – 18,43 m
- 2004: 10e OS – 18,14 m (in kwal. 18,38 m)
- 2004:  IAAF Wereldatletiekfinale – 18,11 m
- 2005:  NK indoor – 18,03 m
- 2005: 5e EK indoor in Madrid – 17,76 m
- 2005:  Trigallez Recordwedstrijden - 17,78 m
- 2005:  NK – 18,55 m
- 2005: 6e FBK Games - 17,74 m
- 2005:  Gouden Spike - 18,12 m
- 2005:  Papendal Games - 18,28 m
- 2005: 9e WK – 17,83 m (in kwal. 17,87 m)
- 2007:  Gouden Spike - 17,14 m
- 2007:  Papendal Games - 17,83 m
- 2007:  Canadese kamp. - 17,43 m
- 2008:  Canadese kamp. - 16,98 m

### discuswerpen
- 1994: 7e NK – 46,70 m
- 1994: 8e in kwal. WK U20 – 43,20 m
- 1995: 4e NK – 52,18 m
- 1995:  EK U20 - 53,24 m
- 1996:  NK – 52,38 m
- 1997:  NK – 54,74 m
- 1997: 6e EK U23 – 54,62 m (in kwal. 55,46 m)
- 1998:  NK – 56,79 m
- 1999:  NK – 56,11 m
- 2001:  NK – 53,68 m
- 2002: 9e FBK Games - 54,21 m
- 2002:  NK – 53,99 m
- 2003: 8e FBK Games - 54,00 m
- 2003:  NK – 51,85 m
- 2004:  NK – 53,50 m
- 2005:  NK – 55,58 m
- 2007:  Gouden Spike - 54,31 m
- 2007:  Canadese kamp. - 54,91 m
- 2008:  Canadese kamp. - 53,67 m

## Onderscheidingen
- KNAU-atlete van het jaar - 1999, 2000
- Sportvrouw van Amsterdam  - 2000[1]